# Radfordia mirabilis
Radfordia mirabilis  (лат.) — вид акариформных клещей семейства Myobiidae (Prostigmata) из отряда Trombidiformes. Встречаются в Юго-Восточной Азии: Вьетнам. Паразитируют на грызущих млекопитающих, таких как мышь Делакура (Hapalomys delacouri Thomas; Muridae, род Обезьяньи мыши). Длина  самок 0,4 мм (ширина 0,2). Вид был впервые описан в 2014 году российскими акарологами Андреем Бочковым и Алексеем Абрамовым (Зоологический институт РАН, Санкт-Петербург) вместе с видом Afrolistrophorus hapalomys.